# ألدايير نيتو
ألدايير نيتو هو لاعب كرة قدم برتغالي في مركز الهجوم، ولد في 22 يوليو 1994 في لواندا في أنغولا. لعب مع C.S. Marítimo B ‏.

## وصلات خارجية
- ألدايير نيتو على موقع قاعدة بيانات كرة القدم.إي يو (الإنجليزية)
- ألدايير نيتو على موقع Soccerway.com (الإنجليزية)